# Peccadillo Pictures
La Peccadillo Pictures è una casa di distribuzione cinematografica britannica indipendente specializzata nella distribuzione di film a tematica omosessuale. I più famosi film da essa distribuiti (nel circuito britannico) sono Weekend, Tomboy, XXY, Eyes Wide Open, Four Minutes, The Blossoming of Maximo Oliveros, Transylvania, Cockles and Muscles e Sommersturm.

## Storia

### Panoramica
Nell'ottobre 2006 hanno distribuito Be With Me di Eric Khoo (Singapore) e nel 2007 hanno distribuito Ang pagdadalaga ni Maximo Oliveros di Auraeus Solito (Philippines), Beyond Hatred di Olivier Meyrou (Francia), Transylvania di Tony Gatlif (Francia) e 4:30 di Royston Tan (Singapore).
Il 2008 ha visto il loro programma di pubblicazione più ampio fino ad oggi, con XXY di Lucia Puenzo (Argentina), Saxon di Greg Loftin (Regno Unito), Avril di Gérald Hustache-Mathieu (Francia) e Last of the Crazy People di Laurent Achard (Francia).

### 2009
Nel 2009 è stata pubblicata la serie di DVD Boys On Film.

### 2011
Nel 2011 il magazzino della compagnia sito ad Enfield è andato distrutto in un incendio appiccato durante i disordini di Londra. Tutti i loro stock, cataloghi e film sono andati distrutti.

## Film distribuiti
La Peccadillo Pictures ha distribuito oltre 200 film. Tra di essi sono da ricordare: Tomboy, XXY, Transylvania, Sommersturm, Noordzee, Texas, La gabbia dorata, The Wolves of Kromer, Tan Lines, Sugar, Because of a Boy, Bruno & Earlene Go to Vegas, Not Angels But Angels, Chacun sa nuit, Newcastle, El último verano de la Boyita, Masahista - Il massaggiatore, Krabat e il mulino dei dodici corvi, Like It Is, Verfolgt, Dream Boy, Dare, Clandestinos, Boys on Film 1: Hard Love, Benzina, Boys on Film 2: In Too Deep, Boys on Film 3: American Boy, Boys on Film 4: Protect Me From What I Want, Nés en 68, Boys On Film 5: Candy Boy, Break My Fall, Boys on Film 6: Pacific Rim, Boys On Film: Bad Romance, Romeos, Boys On Film: Cruel Britannia, Boys On Film: Youth In Trouble, Boys On Film 10: X,  Berlin 36, Angel & Tony, Boys On Film 11: We Are Animals e 15, Departure.